# Peter Lauterbach
Peter Lauterbach (* 30. August 1976 in Darmstadt) ist ein deutscher Moderator und der Chief Executive Officer (CEO) von Sporttotal, Köln.

## Leben
Lauterbach arbeitete als Journalist für den Lokalteil des Darmstädter Echo, die Politik-Redaktion von Reuters in Frankfurt am Main, Hit Radio FFH und das DSF (heute Sport1) in Leo Kirchs „Sport Dienstleistungszentrum“ (SDZ), das die Sportberichterstattung für die Sender ProSieben, Sat.1, Premiere, DSF und N24 produzierte.
2003 machte sich Lauterbach mit der ByLauterbach GmbH selbständig.
Seit 2000 ist er in der Formel 1 aktiv, bis 2006 als Reporter und in den Jahren 2007–2011 als Moderator für den Pay-TV-Sender Sky. Peter Lauterbach ist Jury-Mitglied der Deutsche Post Speed Academy, die den deutschen Motorsport-Nachwuchs fördert.
Seit 2013 ist Peter Lauterbach Chief Executive Officer von Sporttotal, (ehemals WIGE Media AG) mit Sitz in Köln. Die Sporttotal ist ein Technologie- und Medienunternehmen, das im Digitalgeschäft mit Video-Plattformen und Communities, im nationalen und internationalen Projektgeschäft sowie im Geschäft mit Live-Events aktiv ist.
Nach Abschluss eines zehnjährigen Übertragungsvertrages zwischen Sporttotal und dem DFB im Jahre 2018 entstand in der Öffentlichkeit der Vorwurf der Vetternwirtschaft. Die Vergabe erfolgte ohne Ausschreibung, und
Generalsekretär des DFB, Friedrich Curtius, war mit Lauterbach zusammen zur Schule gegangen.